# Presse de référence
La presse de référence est la presse écrite reconnue internationalement, notamment les quotidiens ayant une grande diffusion et un contenu rédactionnel de qualité et faisant autorité. En France, Le Monde, Le Figaro et Libération sont considérés comme journaux de référence.

## Journaux de référence
La presse de référence n'est pas définie par des critères formels. Cette catégorie, utilisée par des historiens, comprend les journaux qui partagent des caractéristiques de qualité, de stabilité, et d'indépendance éditoriale, et sont reconnus pour la consistance et l'exactitude de leurs informations ; ils sont généralement reconnus internationalement,. Ces principaux journaux internationaux sont censés avoir des lignes éditoriales indépendantes et publier des éditoriaux qui se veulent l'expression de la liberté de la presse. Ils sont davantage susceptibles que les autres journaux d'être vendus à l'étranger et cités dans des publications érudites (scientifiques, universitaires, etc.).

### Exemples de quotidiens de référence
| Pays        | Journal                        | Ville de publication                | Fondé en | Langue      | Source(s) |
| ----------- | ------------------------------ | ----------------------------------- | -------- | ----------- | --------- |
| Belgique    | De Standaard                   | Groot-Bijgaarden, près de Bruxelles | 1918     | Néerlandais | [ 3 ]     |
| Belgique    | Le Soir                        | Bruxelles                           | 1887     | Français    | [ 4 ]     |
| Canada      | The Globe and Mail             | Toronto                             | 1844     | Anglais     | ,         |
| Canada      | La Presse                      | Montréal                            | 1884     | Français    | ,         |
| Espagne     | El Mundo                       | Madrid                              | 1989     | Espagnol    | [ 9 ]     |
| Espagne     | El País                        | Madrid                              | 1976     | Espagnol    | ,         |
| France      | Le Monde                       | Paris                               | 1944     | Français    | ,         |
| France      | Le Figaro                      | Paris                               | 1826     | Français    | ,         |
| France      | Libération                     | Paris                               | 1973     | Français    | ,         |
| Allemagne   | Der Spiegel                    | Hambourg                            | 1947     | Allemand    | ,         |
| Allemagne   | Süddeutsche Zeitung            | Munich                              | 1945     | Allemand    | [ 23 ]    |
| Allemagne   | Frankfurter Allgemeine Zeitung | Francfort                           | 1949     | Allemand    | ,         |
| Allemagne   | Die Zeit                       | Hambourg                            | 1946     | Allemand    | ,         |
| Inde        | Times of India                 | New Delhi                           | 1838     | Anglais     | [ 26 ]    |
| Irlande     | Irish Times                    | Dublin                              | 1859     | Anglais     | ,         |
| Italie      | Corriere della Sera            | Milan                               | 1876     | Italien     | ,         |
| Italie      | La Repubblica                  | Rome                                | 1976     | Italien     | [ 31 ]    |
| Italie      | Il Sole 24 Ore                 | Milan                               | 1865     | Italien     | [ 32 ]    |
| Israël      | Haaretz                        | Tel Aviv                            | 1919     | Hébreu      | [ 33 ]    |
| Pays-Bas    | NRC Handelsblad                | Rotterdam                           | 1970     | Néerlandais | [ 34 ]    |
| Royaume-Uni | The Times                      | Londres                             | 1785     | Anglais     | ,         |
| Royaume-Uni | The Daily Telegraph            | Londres                             | 1855     | Anglais     | [ 35 ]    |
| Royaume-Uni | The Guardian                   | Londres                             | 1821     | Anglais     | ,         |
| Suisse      | Neue Zürcher Zeitung           | Zurich                              | 1780     | Allemand    | ,         |
| Suisse      | Le Temps                       | Lausanne                            | 1998     | Français    | ,         |
| États-Unis  | The New York Times             | New York                            | 1851     | Anglais     | ,         |
| États-Unis  | The Wall Street Journal        | New York                            | 1889     | Anglais     | ,         |